# Карретела
Карретела (исп. Carretelá, на каталанском Carretelà) — археологическое поселение эпохи Бронзы. Оно расположено в комарке Нижнее Сегре (Bajo Segre) в Айтона, провинция Льейда, Испания.
Памятник представляет собой небольшой посёлок, который располагался на возвышенности над долиной реки Сегре. Исследования позволили извлечь важную информацию о населении этих каталонских земель в эпоху бронзы. Особенностью поселения является присутствие округлой защитной башни на подступах к нему.
Жители поселения занимались сельским хозяйством. Основными зерновыми культурами были пшеница (точнее, одна из ее разновидностей «escanda»), ячмень и просо. Разводили овец, коз и свиней.
В ходе археологических раскопок удалось найти остатки (человеческого) плода или новорожденного ребёнка, который был похоронен под полом жилого дома. Большую часть материалов, полученных в ходе исследований, можно увидеть в Музее Лериды.